# Fresneda de la Sierra Tirón
Fresneda de la Sierra Tirón település Spanyolországban, Burgos tartományban. Fresneda de la Sierra Tirón Valgañón, Ezcaray, Barbadillo de Herreros, Santa Cruz del Valle Urbión, Pradoluengo, Villagalijo, San Vicente del Valle és Belorado községekkel határos. Lakosainak száma 97 fő (2024).

## Népesség
A település népessége az utóbbi években az alábbiak szerint változott:
| Lakosok száma | 92   | 115  | 113  | 125  | 140  | 134  | 111  | 95   | 94   | 97   |
|               | 2001 | 2004 | 2006 | 2009 | 2011 | 2014 | 2016 | 2019 | 2021 | 2024 |